# Monument à Marc Antoine
 (mars 2025).
Le monument à Marc Antoine est un groupe sculpté de la fin XIXe siècle situé à Vienne, en Autriche. Il est présenté à l'Exposition universelle de 1900.

## Histoire
Le monument est sculpté par Arthur Strasser (de) et est présenté à l'Exposition universelle de 1900, à Paris.

## Structure
De bronze, Marc Antoine y est représenté dans un char traîné par des lions. Ses formes sont ballonées et son visage bouffi de graisse.

## Critique
Selon le journaliste du Temps, François Thiébault-Sisson (1856-1944), le groupe sculpté a « de l’allure ». Il ne voit « à critiquer que l’attelage » : « médiocrement construits, les lions de bronze manquent », selon lui, « de caractère et de nerf », étant « empaillés et sans vie ».